# District de Trivandrum
Le district de Trivandrum ou officiellement district de Thiruvananthapuram (തിരുവനന്തപുരം ജില്ല) est un des quatorze districts de l'État du Kerala en Inde.

## Géographie
Son chef-lieu est la ville de Trivandrum.
Au recensement de 2011 sa population est de 3 301 427 habitants pour une superficie de 2 189 km2.

## Liste des Tehsil

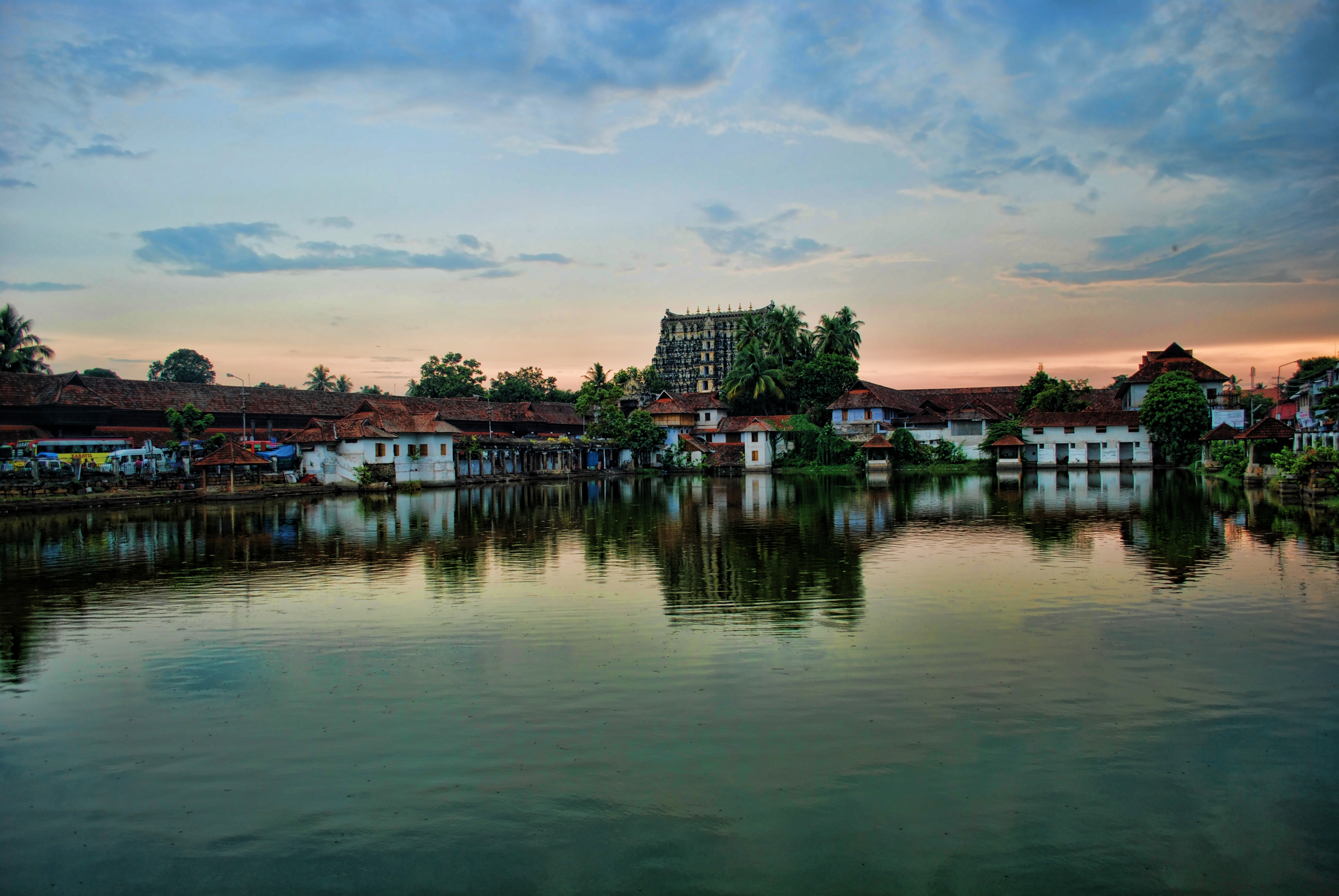
Le temple de Sree Padmanabhaswamy.

Il est divisé en quatre Tehsil :
- Chirayinkeezhu
- Nedumangad
- Neyyattinkara
- Thiruvananthapuram